# Бейца (Біхор)
Бейца (рум. Băița) — село у повіті Біхор в Румунії. Адміністративно підпорядковане місту Нучет.
Село розташоване на відстані 356 км на північний захід від Бухареста, 82 км на південний схід від Ораді, 84 км на південний захід від Клуж-Напоки, 131 км на північний схід від Тімішоари.

## Населення
За даними перепису населення 2002 року у селі проживали 598 осіб. Рідною мовою 595 осіб (99,5%) назвали румунську.
Національний склад населення села:
| Національність | Кількість осіб | Відсоток |
| -------------- | -------------- | -------- |
| румуни         | 586            | 98,0%    |
| німці          | 7              | 1,2%     |